# اسقف‌نشین انگلیکان پورتسموث
اسقف‌نشین انگلیکان پورتسموث (انگلیسی: Anglican Diocese of Portsmouth) بخشی تشکیل دهنده از استان کانتربری کلیسای انگلستان در کشور انگلستان است. این اسقف‌نشین که در سال ۱۹۲۷ تاسیس شده است شامل ۱۷۳ کلیسا می‌باشد و مرکز آن کلیسای جامع پورتسموث است.